# Der Fall Deltschev
Der Fall Deltschev (englischer Originaltitel  Judgment on Delchev) ist ein Roman von Eric Ambler aus dem Jahr 1951. Das Werk gehört zur zweiten Schaffensperiode des Autors und ist sein erster Roman nach dem Zweiten Weltkrieg. Die als Politthriller erzählte Geschichte ist eine Abrechnung mit dem Stalinismus und seinen Schauprozessen in einem nicht näher benannten Nachkriegs-Balkanstaat des Ostblocks. Das Buch erschien zuerst als Hardcover bei Hodder & Stroughton, London. Eine Übersetzung ins Deutsche von Mary Brand und Walter Hertenstein kam 1975 bei Diogenes, Zürich heraus.

## Geschichtlicher Hintergrund
Ambler befasst sich in seinem Roman mit dem Stalinismus und den damit zusammenhängenden Schauprozessen der Nachkriegszeit, am Beispiel eines nicht näher bezeichneten Balkanstaats im sowjetischen Einflussbereich Europas. Hintergrund sind die erneuten sogenannten Säuberungen der Jahre 1950/1951, in denen auch vermeintliche politische Gegner nichtrussischer Völker verfolgt wurden. Diese Prozesse waren die Folge der Auseinandersetzungen zwischen Stalin und Tito. Sie dienten dazu, ein Abweichen der nicht jugoslawischen Staaten von der Sowjetunion zu verhindern und führten meist zu Todesurteilen oder jahrelanger Haft in Arbeitslagern.
Auch dieser Roman Amblers beschreibt einen leicht naiven Helden, namens Foster, der durch seine Neugier und Unvorsichtigkeit in ein Abenteuer gerät. Die Figuren der Geschichte verfolgen in dieser überaus kompliziert verwobenen Geschichte ihre eigenen politischen Interessen und Verschwörungen, sodass sich Foster in einem Netz von machtpolitischen Intrigen eines totalitären Staates sieht.
Ambler schreibt in seiner Autobiografie Here lies, dass er auf das Thema durch Bekannte, die nach dem Krieg in der französischen Botschaft in Sofia als Diplomaten im Dienst standen, aufmerksam wurde. In Bulgarien waren in jener Zeit, auf Anordnung Stalins, solche Prozesse mit gedemütigten Angeklagten keine Seltenheit, wie der Fall des bulgarischen Politikers Nikola Petkow zeigte. Für Ambler selbst stellte die Geschichte eine Chance dar, wieder zum Schreiben von Thrillern zurückzufinden.

## Inhalt
Jordan Deltschev, ein im Volk beliebter Politiker, ehemals Regierungschef und Vorsitzender der noch nicht aufgelösten „agrarsozialistischen Partei“, die in Opposition zur regierenden kommunistischen „Volkspartei“ steht, wird des Verrats und der Vorbereitung einer terroristischen Verschwörung zur Ermordung des Staatsoberhaupts und anderer Verbrechen, angeklagt. Ziel ist die Auflösung der Partei und das Todesurteil, weil Deltschev den kommunistischen Machthabern zu mächtig geworden zu sein scheint. Es wird behauptet, dass er außerdem Mitglied einer mafios strukturierten „Bruderschaft des Offizierskorps“ sein soll, die sich nach einem Putsch in Mazedonien 1925 gründete und zahlreiche politische Morde und Attentate begangen hat. Nun wird ihm der Prozess gemacht, dessen Urteil aber bereits feststeht.
Der britische Theaterschriftsteller Foster wird von einem amerikanischen Zeitungsverleger damit beauftragt, diesen Prozess gegen Deltschev zu verfolgen und darüber zu berichten. Nach seiner vom Propagandaministerium des Landes genehmigten Einreise muss er mit dem ihm unsympathischen Pressevertreter Georghi Paschik zusammenarbeiten, der ihn über die Zensur des Landes aufklärt und ihm rät, erst nach der Ausreise im Nachhinein seinen Bericht zu veröffentlichen, was Foster zunächst nicht gefällt. Foster erfährt, dass er seitens der Regierung überwacht wird.
Dass Deltschev und seine Familie nur ein unschuldiges Opfer einer Willkürjustiz sind, stellt sich in dem Moment in Frage, als die Anklage einen glaubhaften Beweis dafür erbringen kann, dass er doch Mitglied der Bruderschaft ist. Nach Besuchen bei Deltschevs Frau, die Foster interviewen will und die, wie sich herausstellt, die eigentliche politische Macht hatte und ihren Mann nur als Marionette führte, wird er in ein damit zusammenhängendes politisches Mordkomplott verwickelt, was ihn in große Gefahr bringt. Er erkennt, dass eine Verschwörung zum Attentat auf den Staatschef Vukaschin von der Volkspartei wirklich existiert, er durch seine beharrliche Neugier offenbar zu viele Informationen darüber mitbekommen hat und nun nur knapp einem Mordanschlag entkommen kann. Aber nicht Jordan Deltschev ist der eigentliche Verschwörer, sondern sein Sohn Philip. Zu der Bruderschaft gehörte aber auch Georghi Paschik, der Vertreter der westlichen Auslandspresse, der zwar die Gruppe auch schon vor Jahren unerkannt denunziert hatte, was zu ihrer fast vollständigen Zerschlagung führte, nun aber mit ihr wieder, im Auftrag der antikommunistischen Opposition, zusammenarbeitet. Am Ende stellt sich heraus, dass die Verschwörung von einer Gruppe der kommunistischen Regierungspartei um den Propagandaminister Brankowitsch längst übernommen wurde, die damit ihren Führer Vukaschin bei den Feierlichkeiten zum Jahrestag der Republik während einer Militärparade liquidieren will und als Sündenbock Deltschev, seine Familie und die Bruderschaft vorgesehen hat. Für die Ausführung des Attentats wurde von Brankowitsch der Berufskiller Aleko in die Bruderschaft eingeschleust, der jedoch, in Abwägung des Risikos und der Vorteile für ihn, in Wahrheit auch für Vukaschin arbeitet, der von der Verschwörung weiß und seinen Minister Brankowitsch aus dem Weg räumen will.

## Rezeption
Das Buch wurde zunächst negativ aufgenommen. Ambler, Anfang der 1930er Jahre durchaus auch politisch linken Ansichten zugetan, berichtet von beleidigenden Briefen englischer Leser, die meinten, er sei ein Verräter des Klassenkampfes, ein titoistischer Lakai oder ein Handlanger der amerikanischen Imperialisten. Aus den USA kam der Tipp, Ambler solle sich bei einem damals sehr bekannten Psychoanalytiker, einem Spezialisten für Schreibblockaden bei Schriftstellern, mal behandeln lassen.
Später wurde Der Fall Deltschev doch noch ein Erfolg. So schrieb Hans-Christoph Blumenberg in der Zeit, dass das Buch eine grandios erzählte Absage an moralisches Pathos und Führerkult am Beispiel eines Schauprozeses in einem namenlosen Balkanstaat sei (Klappentext der Diogenes Taschenbuchausgabe). In der FAZ meinte der österreichische Journalist Karl-Peter Schwarz am 5. Mai 2015: „Das ‚Neue Europa‘ entstand in einer düsteren Atmosphäre der Intrige und der Gewalt, wie sie Eric Ambler 1952 in seinem meisterhaften Thriller ‚Der Fall Deltschev‘ beschrieb. Ambler ließ sich […] von der Ausschaltung der politischen Opposition der beiden Balkanländer inspirieren, die im Sommer 1944 von der Roten Armee besetzt wurden. In Rumänien und in Bulgarien erprobte Stalin zum ersten Mal die Strategie, die er jugoslawischen Kommunisten im April 1945 so erklärte: […] Wer immer ein Gebiet besetzt, erlegt ihm auch sein eigenes gesellschaftliches System auf.“